# Спольник, Григорий Иванович
Григорий Иванович Спольник (17 ноября 1902, селе Байцуры, Курская губерния — 24 июня 1944, Бешенковичский район, Витебская область) — Гвардии сержант Рабоче-крестьянской Красной Армии, участник Великой Отечественной войны, Герой Советского Союза (1944).

## Биография

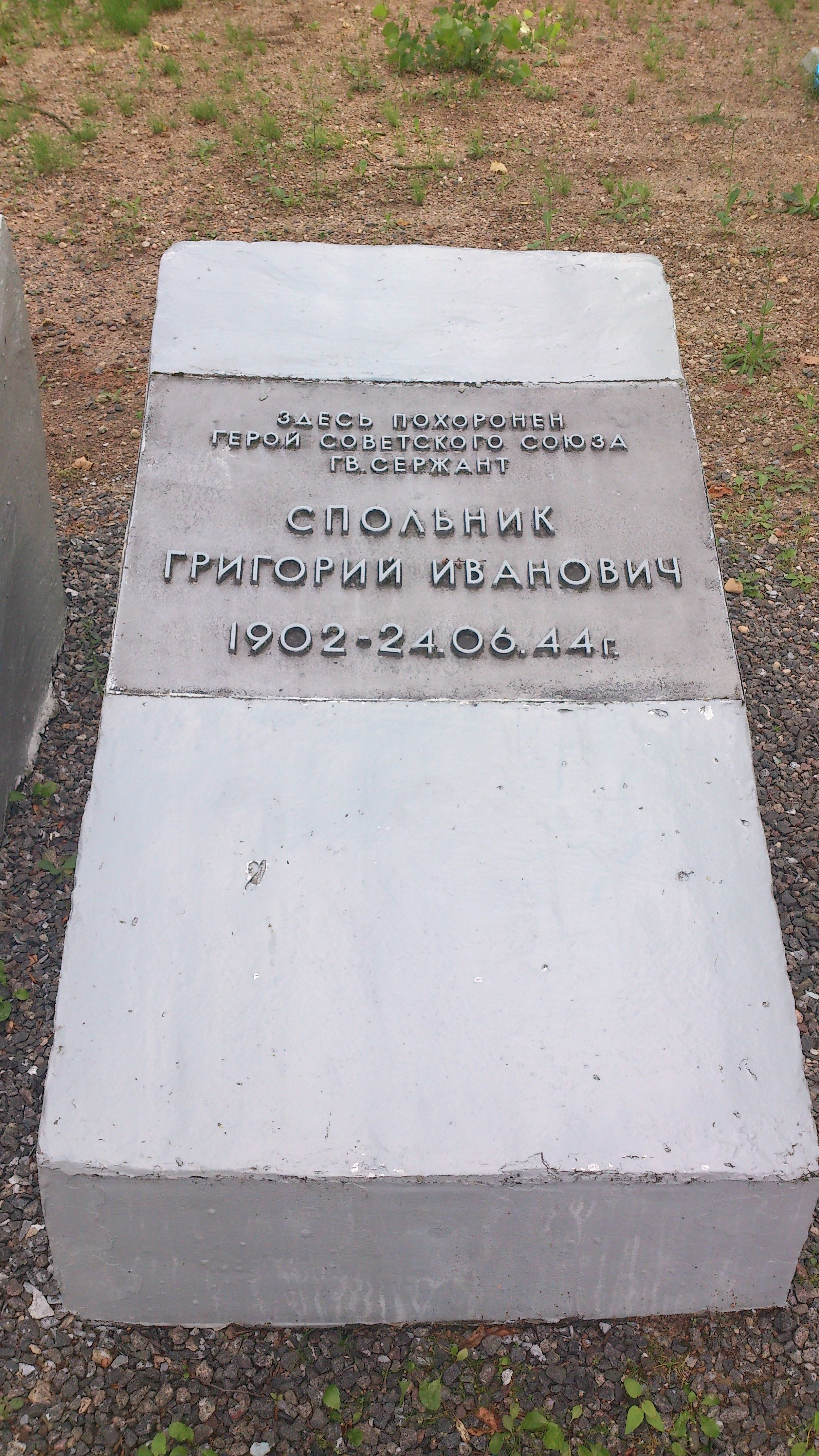
Надмогильная плита Г. И. Спольнику на братской могиле в Бешенковичах

Григорий Спольник родился 17 ноября 1902 года в селе Байцуры (ныне — Борисовский район Белгородской области). После окончания начальной школы работал в колхозе. В 1926—1928 годах проходил службу в Рабоче-крестьянской Красной Армии. В 1941 году Спольник повторно был призван в армию. С того же года — на фронтах Великой Отечественной войны.
К июню 1944 года гвардии сержант Григорий Спольник командовал отделением 213-го гвардейского стрелкового полка, 71-й гвардейской стрелковой дивизии, 23-го гвардейского стрелкового корпуса, 6-й гвардейской армии, 1-го Прибалтийского фронта. Отличился во время освобождения Витебской области Белорусской ССР. 24 июня 1944 года отделение Спольника одним из первых переправилось через Западную Двину в районе деревни Мамойки Бешенковичского района и приняло активное участие в боях за захват и удержание плацдарма на её западном берегу, отразив две немецкие контратаки и продержавшись до переправы основных сил. В тех боях Спольник погиб. Похоронен в посёлке Бешенковичи Витебской области Белоруссии.

## Награды
Указом Президиума Верховного Совета СССР от 22 июля 1944 года гвардии сержант Григорий Спольник посмертно был удостоен высокого звания Героя Советского Союза. Также был награждён орденами Ленина и Славы 3-й степени, медалью «За отвагу».

## Память
Именем Г. И. Спольника названа одна из улиц в Бешенковичах.